# Pierre Léonard Vander Linden
Pierre Léonard Vander Linden, belgijski zdravnik in prirodoslovec, * 12. december 1797, Bruselj, Belgija, † 5. april 1831.
Opravil je pionirsko delo na področju klasifikacije kačjih pastirjev.

## Življenjepis
Za prirodopis se je začel zanimati že kot otrok in je po dokončanem šolanju na Narodnem liceju v Bruslju pridobil štipendijo za popotovanje po Južni Evropi. Pot ga je najprej vodila v Pariz, kjer je v Prirodoslovnem muzeju obiskal Pierra Andréa Latreillea, od tam pa v Bologno v severni Italiji. Tam je študiral botaniko, zoologijo in medicino in leta 1821 opravil zdravniške izpite. Nato je odšel raziskovat v Neapelj in na Sicilijo. Na poti nazaj domov se je znova ustavil v Parizu, kjer je opravil še nekaj medicinskega usposabljanja in po vrnitvi v Belgijo, 15. julija 1823 doktoriral na Univerzi v Leuvenu.
Po končanem šolanju je delal kot zdravnik in predavatelj prirodopisa. Leta 1826 je bil imenovan za prvega profesorja zoologije v Belgiji, v Muzeju znanosti in umetnosti v Bruslju. Le pet let kasneje, marca 1831, pa je zbolel za obliko trebušnega tifusa in kmalu po tistem umrl, star komaj 33 let.

## Delo
Še kot študent se je začel ukvarjati s kačjimi pastirji in leta 1820 objavil dva članka o favni okolice Bologne (Agriones Bonon-ienses descriptae in Aeschnae Bononienses descriptae). Od 30 opisov vrst so trije še veljavni, zato velja Vander Linden za avtorja njihovih vrstnih imen, poleg tega pa sta članka pomembna, ker uvajata delitev na enakokrile in raznokrile kačje pastirje. Še pomembnejša je njegova monografija Monographiae Libellulinarum Europearum specimen (1825) z opisi 37 vrst, od tega 12 novih, sedem od njih je še veljavnih.
Po prevzemu profesure je objavil še zadnji članek o kačjih pastirjih, v katerem je opisal eno fosilno vrsto. Objavljal je tudi opise evropskih kožekrilcev in azijskih hroščev.
Po njegovi smrti je šla njegova zbirka v katoliško semenišče v Mechelenu, kjer sta delovala njegova brata, in je bila kasneje izgubljena (verjetno uničena). Poleg člankov je od njegovih del ohranjen samo en akvarel z ilustracijo višnjeve deve, ki ga hrani Belgijski inštitut za naravoslovje.